# Jean-Pierre Horem
Jean-Pierre Horem, industriel textile, est né le 15 octobre 1765 à Mortemer (Oise) et mort le 10 novembre 1828 à Fontaine-Daniel. Il est inhumé au cimetière de Saint-Georges-Buttavent.

## Biographie
Il est le fils de Pierre Horem et de Marie-Anne Mathon. Son père est meunier à Mortemer en 1784. L'abbaye de Fontaine-Daniel devient la propriété de Pierre Horem en 1806 : associé à Sophie Lewille, veuve Bialez, cet industriel du textile convoitait les vastes locaux de l'abbaye pour établir une filature et un tissage. Celui-ci voit tout l'avantage du lieu : la force motrice de l'eau (étang alimenté par le Fauconnier) et les vastes locaux de l'abbaye aptes à recevoir la première filature mécanique du département, et 100 métiers. Cette filature fut actionnée par les eaux du ruisseau, utilisée ultérieurement pour la teinture au XXe siècle. Il épouse en 1809 et en secondes noces, Sensitive Armfield, d'origine britannique dont il n'a pas de descendance. Dans l'ouvrage "Feux et lieux. Histoire d'une famille et d'un pays face à la Société industrielle" (Éditions Galilée, Paris, 1980), Daniel Auffray, Thierry Baudoin, Michèle Collin et Alain Guillerm écrivent que la création de l'entreprise de Fontaine-Daniel est "le fait d'un industriel français Pierre Horem, qui rachète l'abbaye et transfère de Paris ses ateliers et ses capitaux".
Associé à Sophie Lewille, veuve de Louis Biarez, son entreprise se développe : 560 ouvriers en 1810 et 760 en 1812. À la mort de Jean-Pierre Horem (1828) sa seconde femme, Sensitive Armfield (fille de Thomas) dirige seule l'entreprise. Elle se remaria deux fois mais sans descendants.